# La Ravoire
La Ravoire ist eine französische Kleinstadt mit 9154 Einwohnern (Stand 1. Januar 2022) im Savoie in der Region Auvergne-Rhône-Alpes. Sie gehört zum Arrondissement Chambéry und ist Mitglied des Gemeindeverbands Communauté d’agglomération du Grand Chambéry. Das Bureau centralisateur des gleichnamigen Kantons befindet sich in der Gemeinde. Die Bewohner werden Ravoiriens und Ravoiriennes genannt.

## Geographie
La Ravoire liegt etwa fünf Kilometer südöstlich von Chambéry, zwischen dem Massif des Bauges im Nordosten und dem Massif de la Chartreuse im Südwesten.
Nachbargemeinden sind von Norden (im Uhrzeigersinn): Saint-Alban-Leysse, Barby, Challes-les-Eaux, Myans, Saint-Baldoph und Barberaz.

## Bevölkerungsentwicklung
| Jahr                       | 1962 | 1968 | 1975 | 1982 | 1990 | 1999 | 2006 | 2014 | 2020 |
| -------------------------- | ---- | ---- | ---- | ---- | ---- | ---- | ---- | ---- | ---- |
| Einwohner                  | 1649 | 2694 | 4020 | 6659 | 6689 | 6555 | 6788 | 8032 | 8939 |
| Quellen: Cassini und INSEE |      |      |      |      |      |      |      |      |      |

## Sehenswürdigkeiten
Das Schloss Les Charmilles aus dem 19. Jahrhundert befindet sich nördlich des Ortskerns. Es ersetzt einen früheren Wohnsitz aus dem 18. Jahrhundert. Das heutige vierstöckige Gebäude ist von zwei quadratischen Türmen umgeben. Die Walmdächer des Hauptgebäudes und der Türme sind mit flachen Schieferziegel gedeckt.
Die Kirche Saint-Étienne mit moderater Größe der Grundfläche von etwa 9 × 5 Metern wurde zwischen 1845 und 1846 an der Stelle eines Vorgängerbaus errichtet und 1848 eingeweiht.

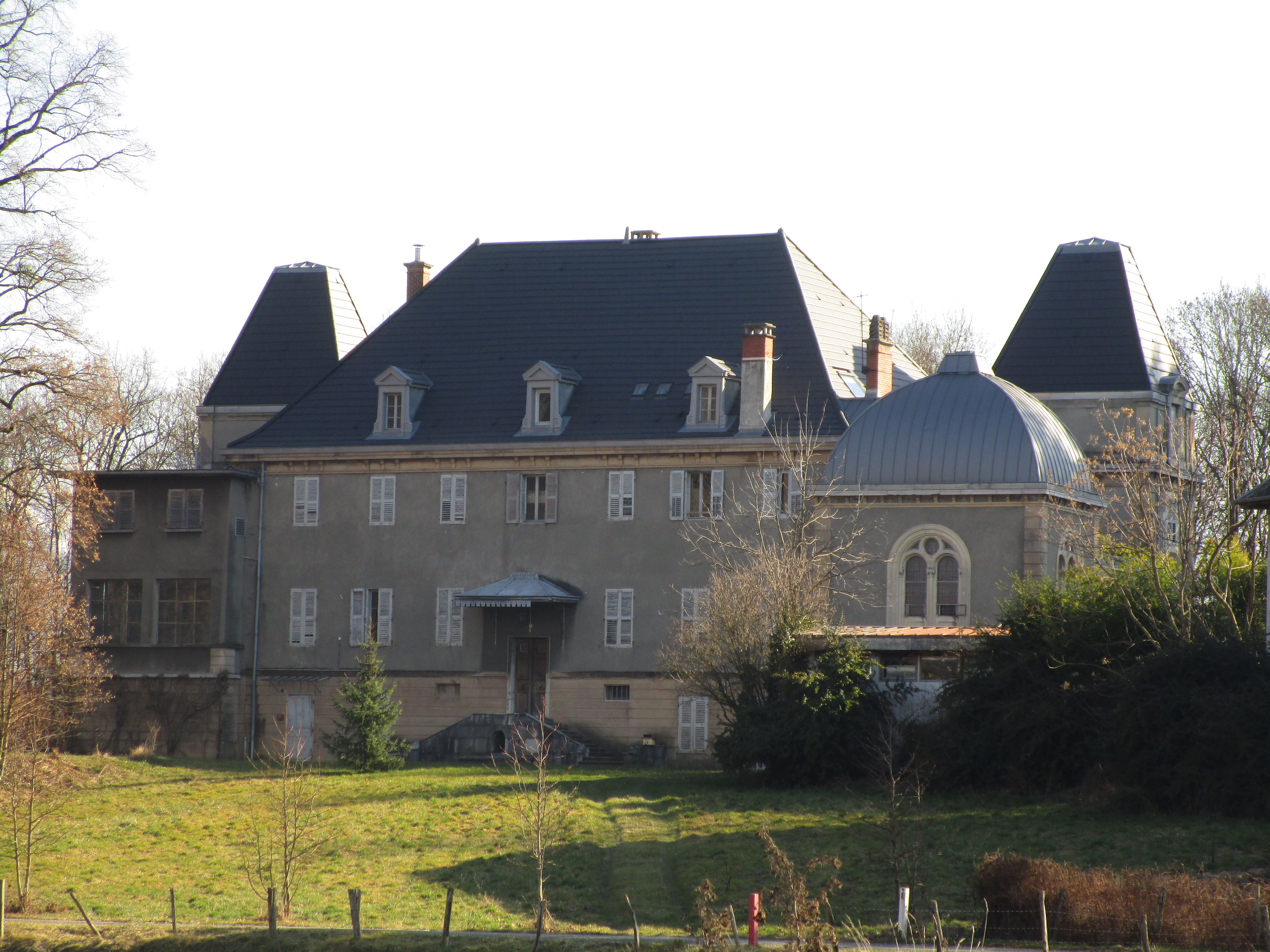
Schloss Les Charmilles
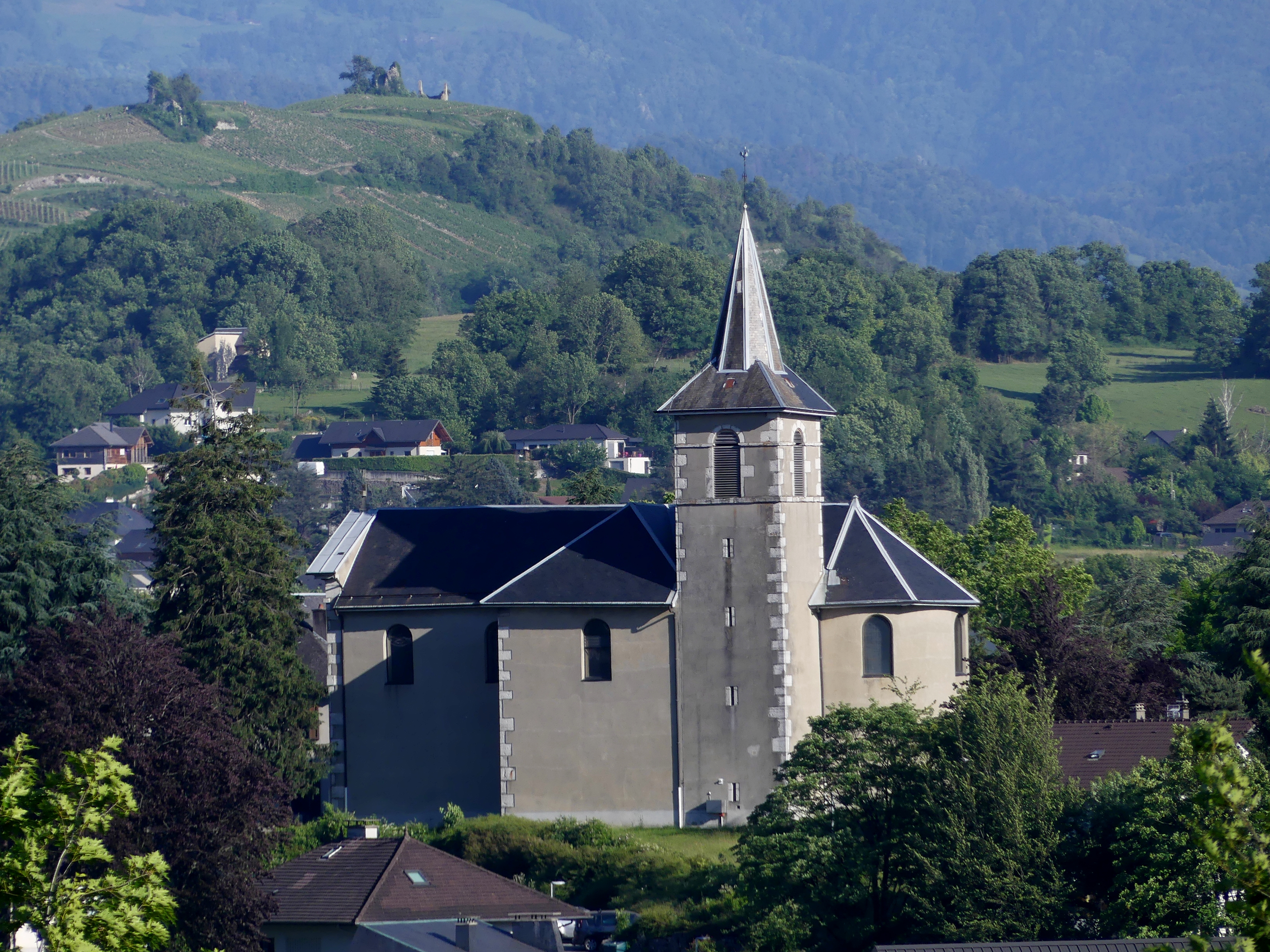
Kirche Saint-Étienne

## Verkehr
Im Westen verläuft die Autoroute A43 (Autoroute alpine oder Autoroute de la Maurienne), die Lyon über Modane durch den Fréjus-Straßentunnel mit Italien verbindet. Sie kann über die Anschlussstelle Nr. 19 (La Ravoire) erreicht werden.
Im Südwesten verläuft die Bahnstrecke Culoz–Modane, die über den Bahnhof Chambéry erreichbar ist.
Der nächste Flughafen ist der Flughafen Chambéry-Savoie (ICAO-Code LFLB, IATA-Flughafencode CMF) südlich des Lac du Bourget in etwa 14 km Entfernung (Straßenkilometer).

## Gemeindepartnerschaften
La Ravoire ist partnerschaftlich verbunden mit
- Teningen in Baden-Württemberg, seit 1984
- Vado Ligure in Ligurien (Italien), seit 2002